# Museo del Automóvil de Melilla
El Museo del Automóvil de Melilla es un museo de la ciudad española de Melilla. Está situado en la calle Falangista Rettschlag, número 19, en la antigua fábrica de velas, lejías y jabones y para ser visitado es necesario concertar cita telefónica en el 696005340 o en el 639166082.

## Historia
Creado por el interés coleccionista que desde 1970 Miguel Ángel Hernández sentía hacía los coches con la ayuda del historiador Juan Díez Sánchez y la colaboración de José Nieto Egea, José Miguel Fernández y Federico Navajas.

## Exposición
Se exponen 35 coches, 12 motocicletas, 2 con sidecar.

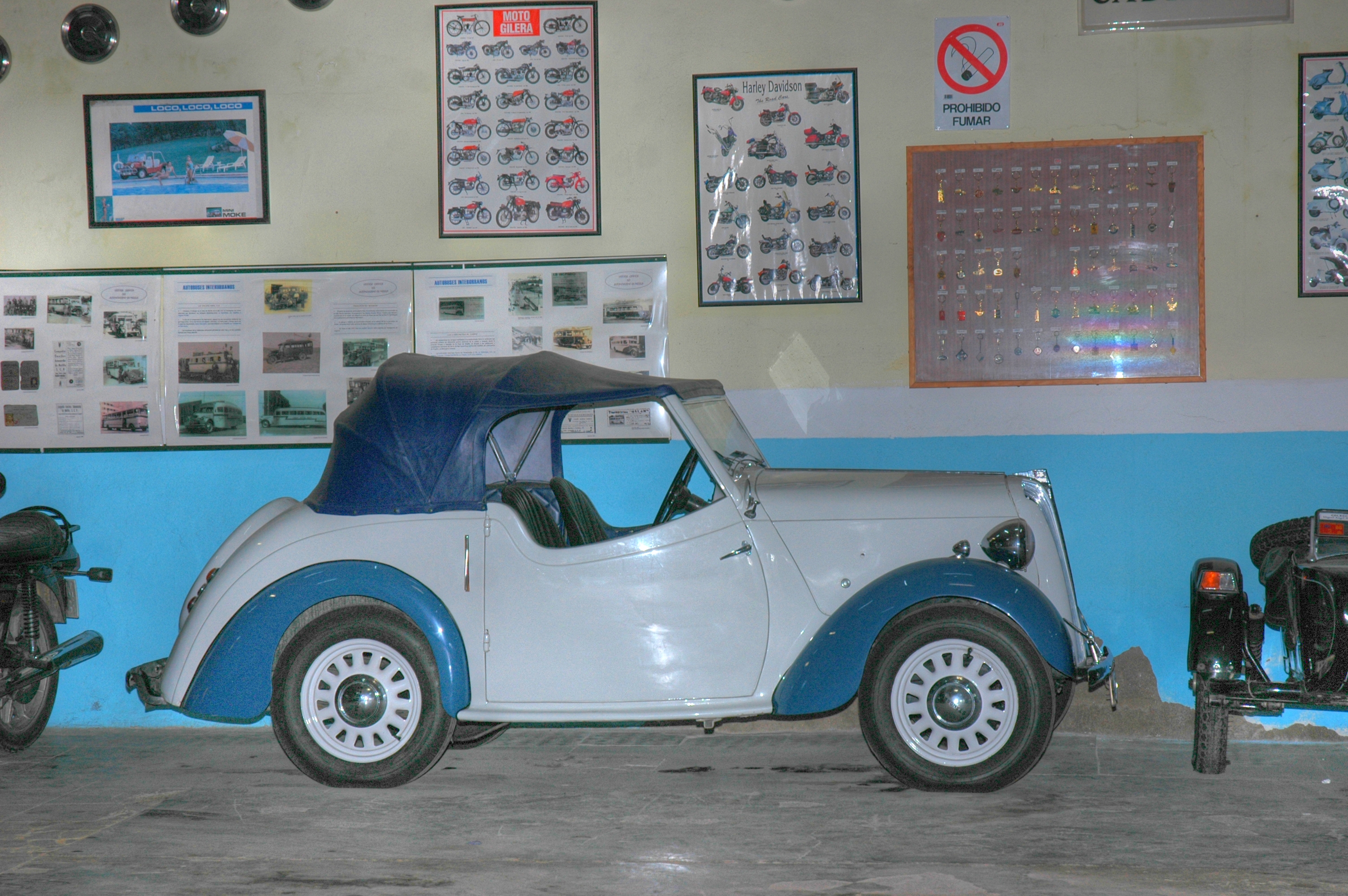
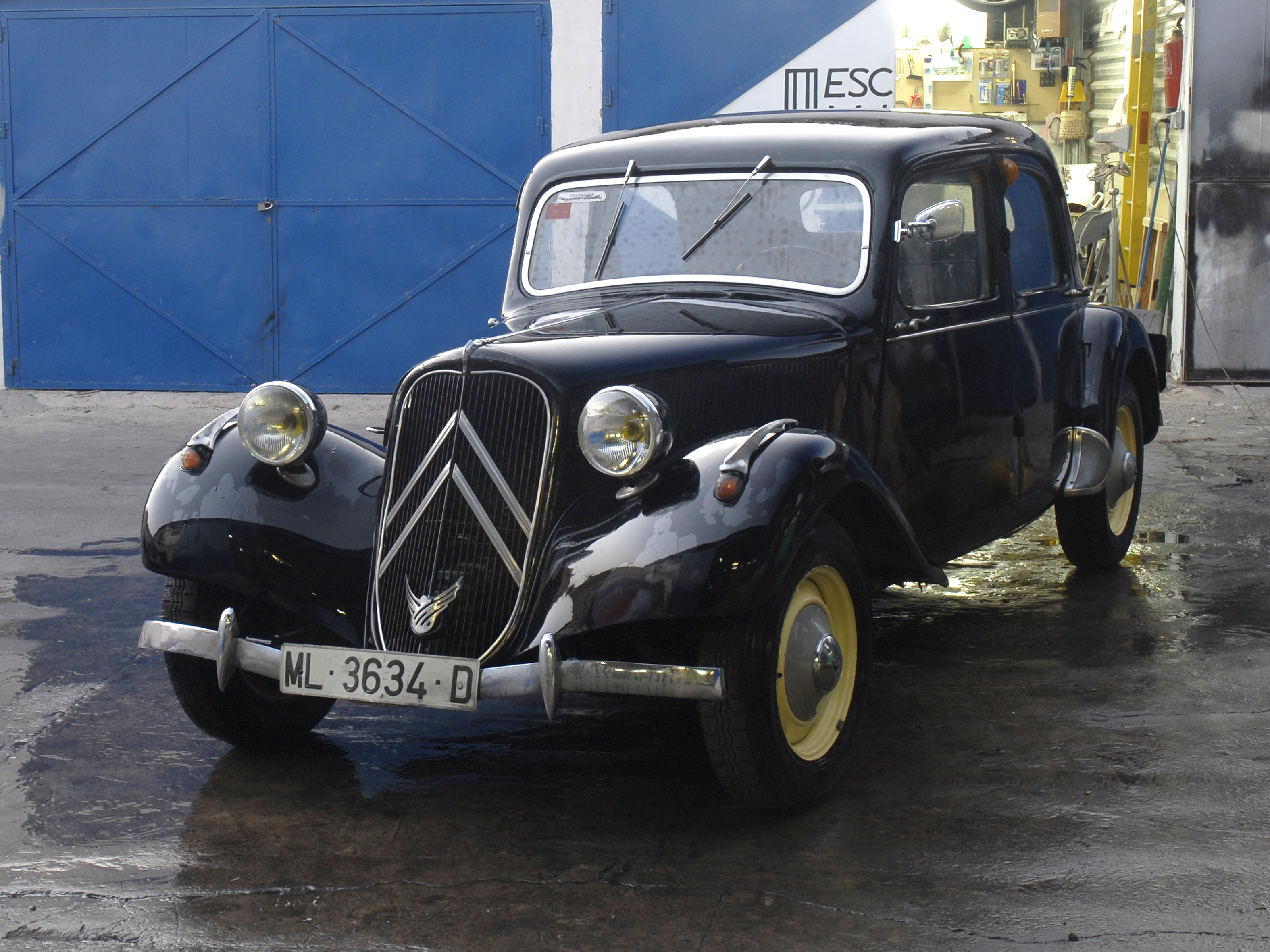
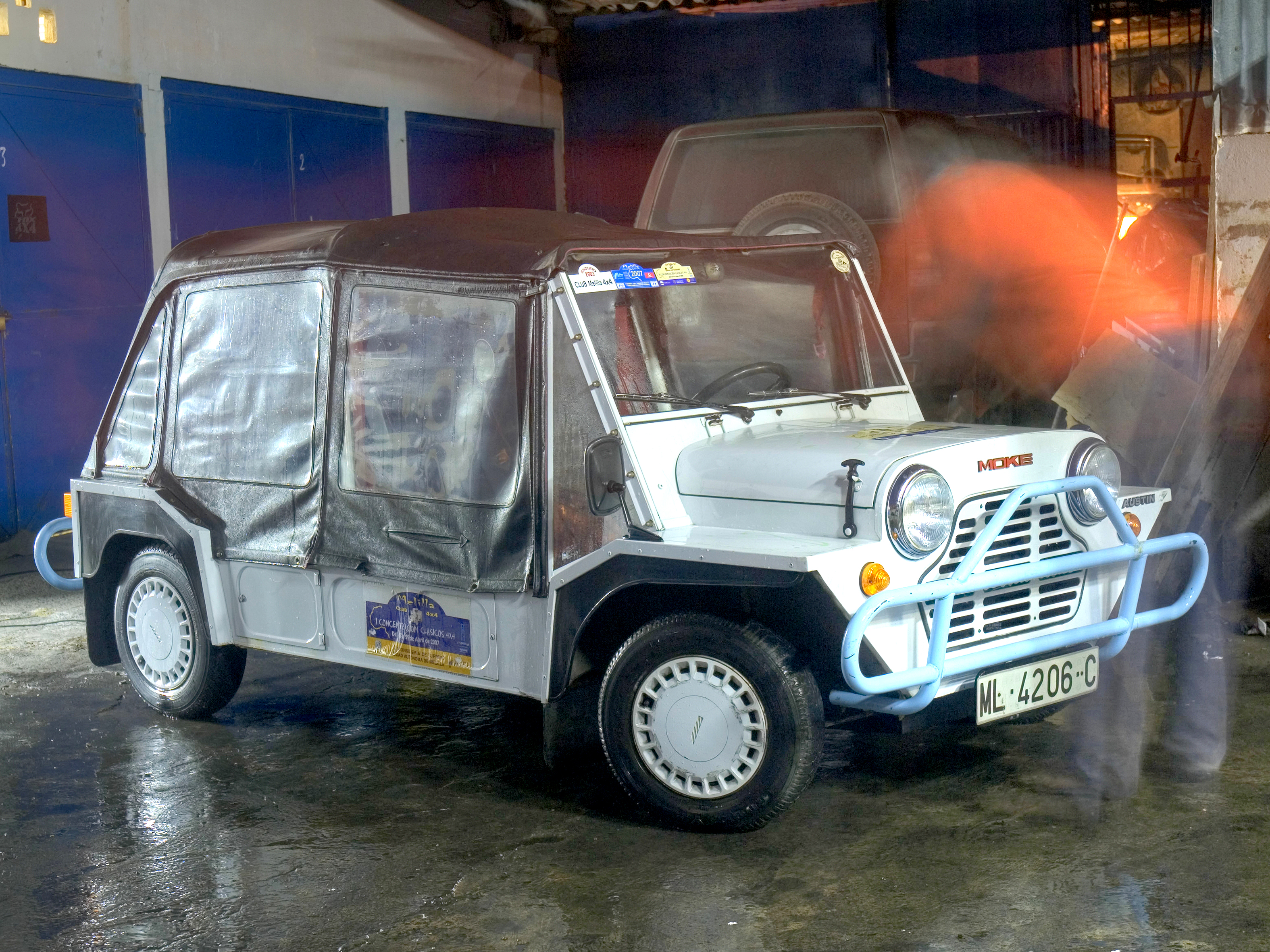
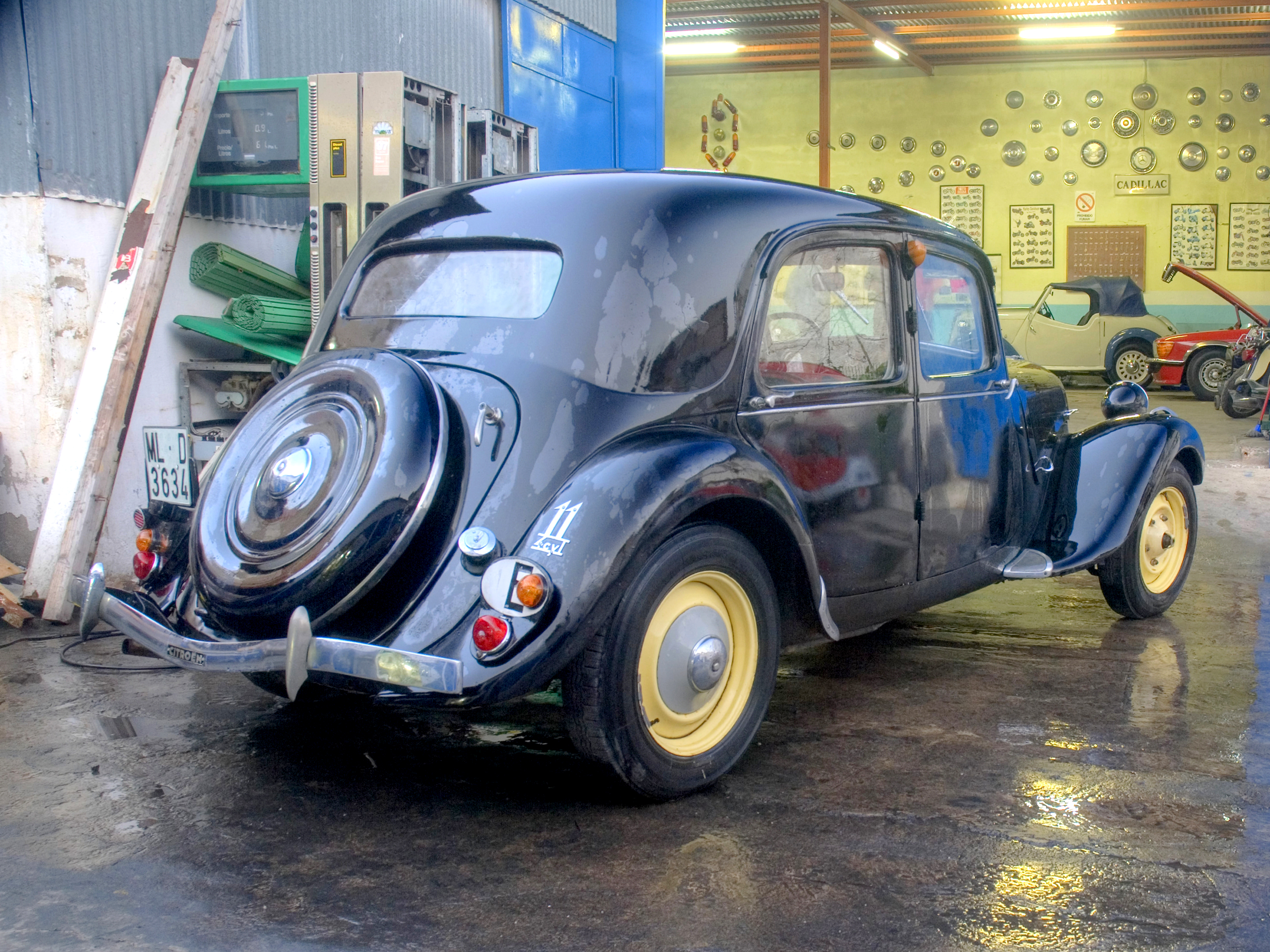
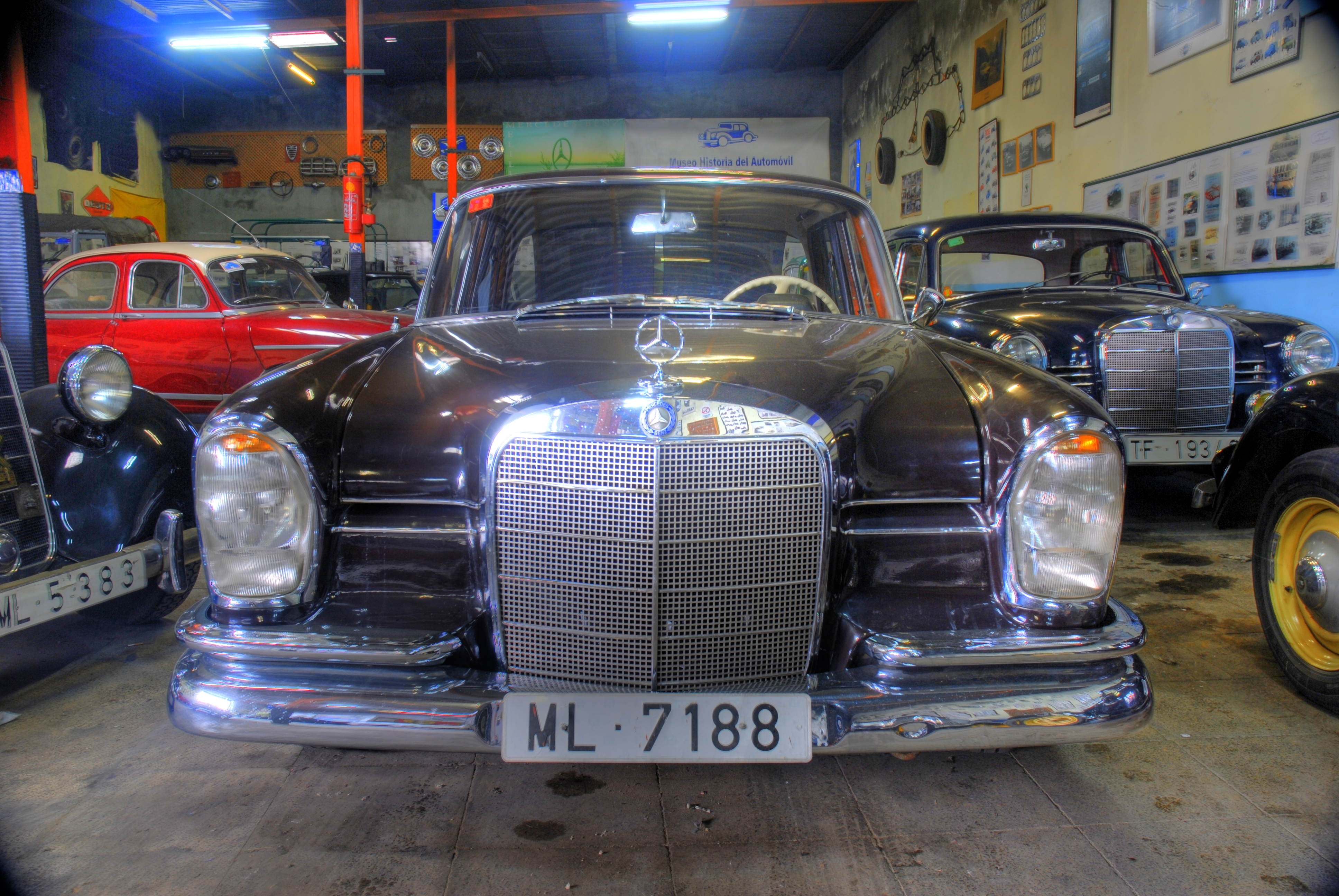
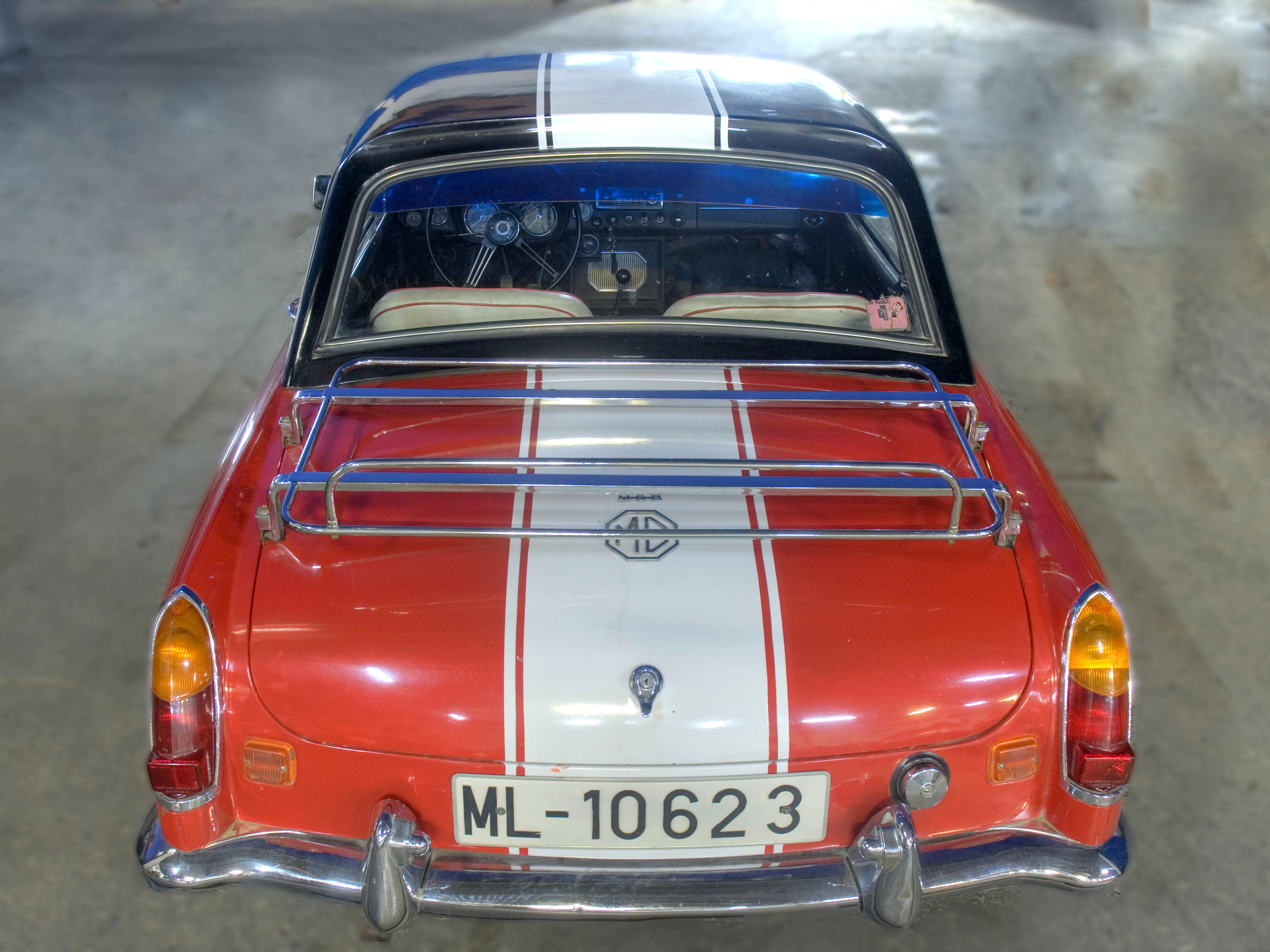
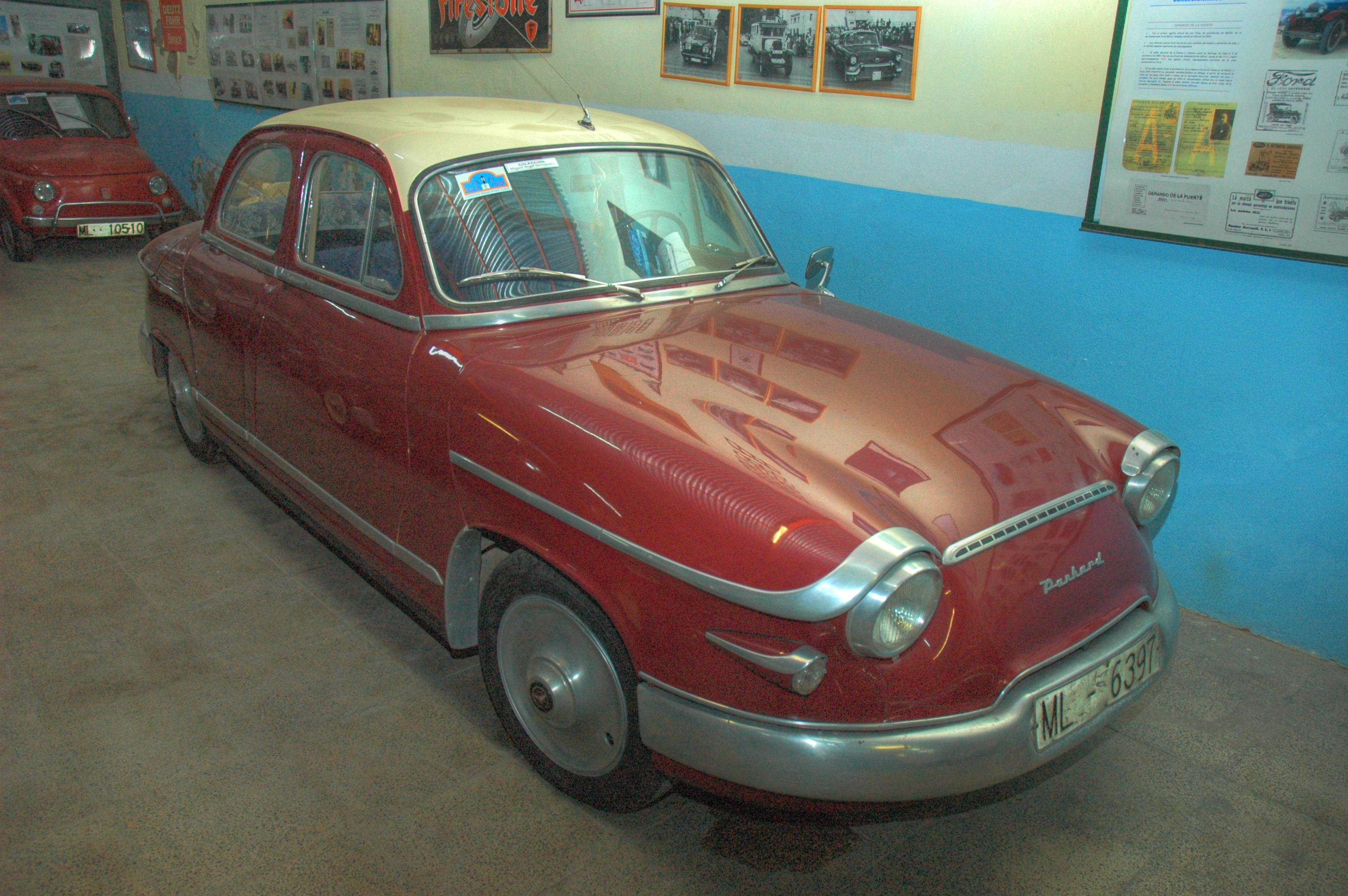
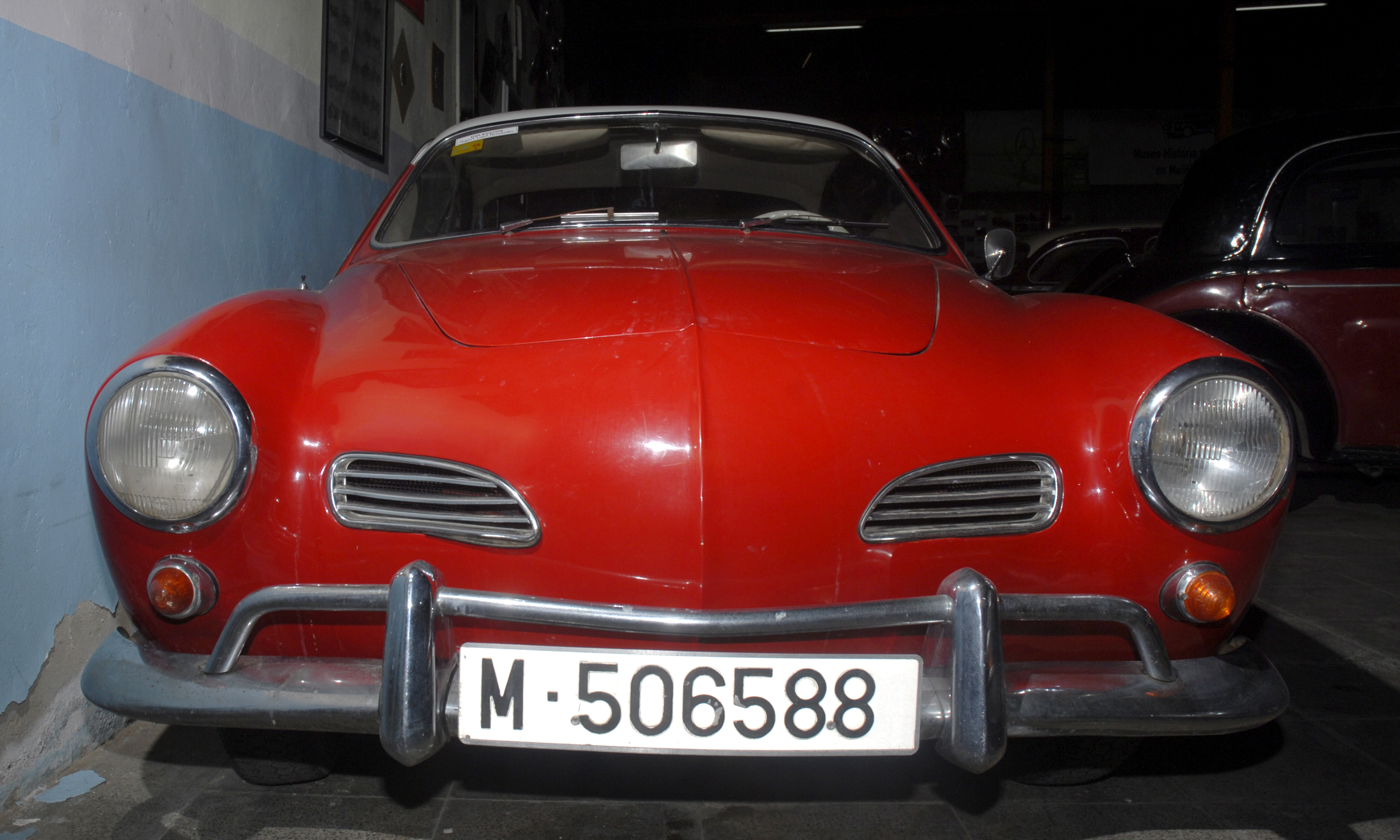
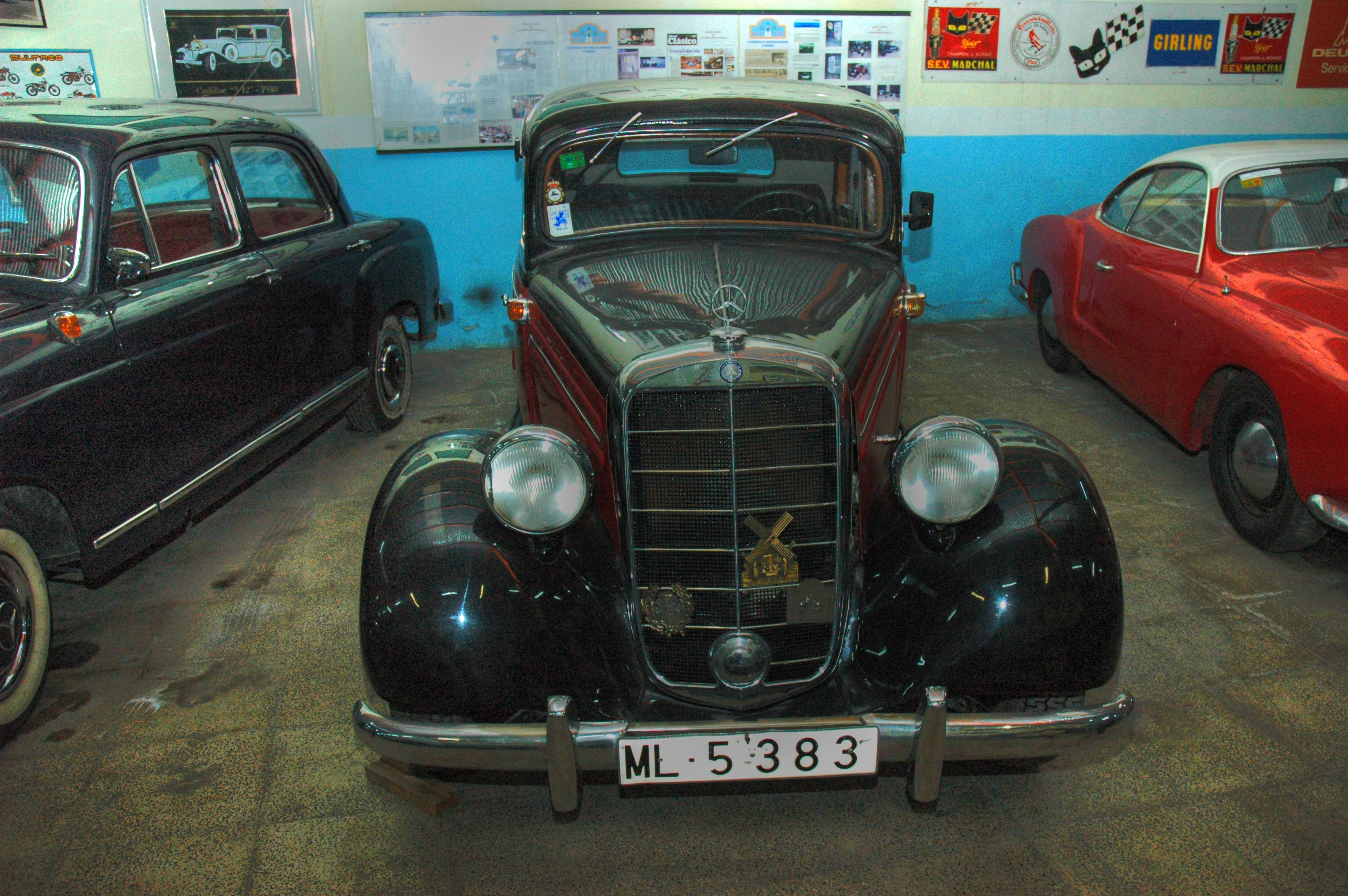
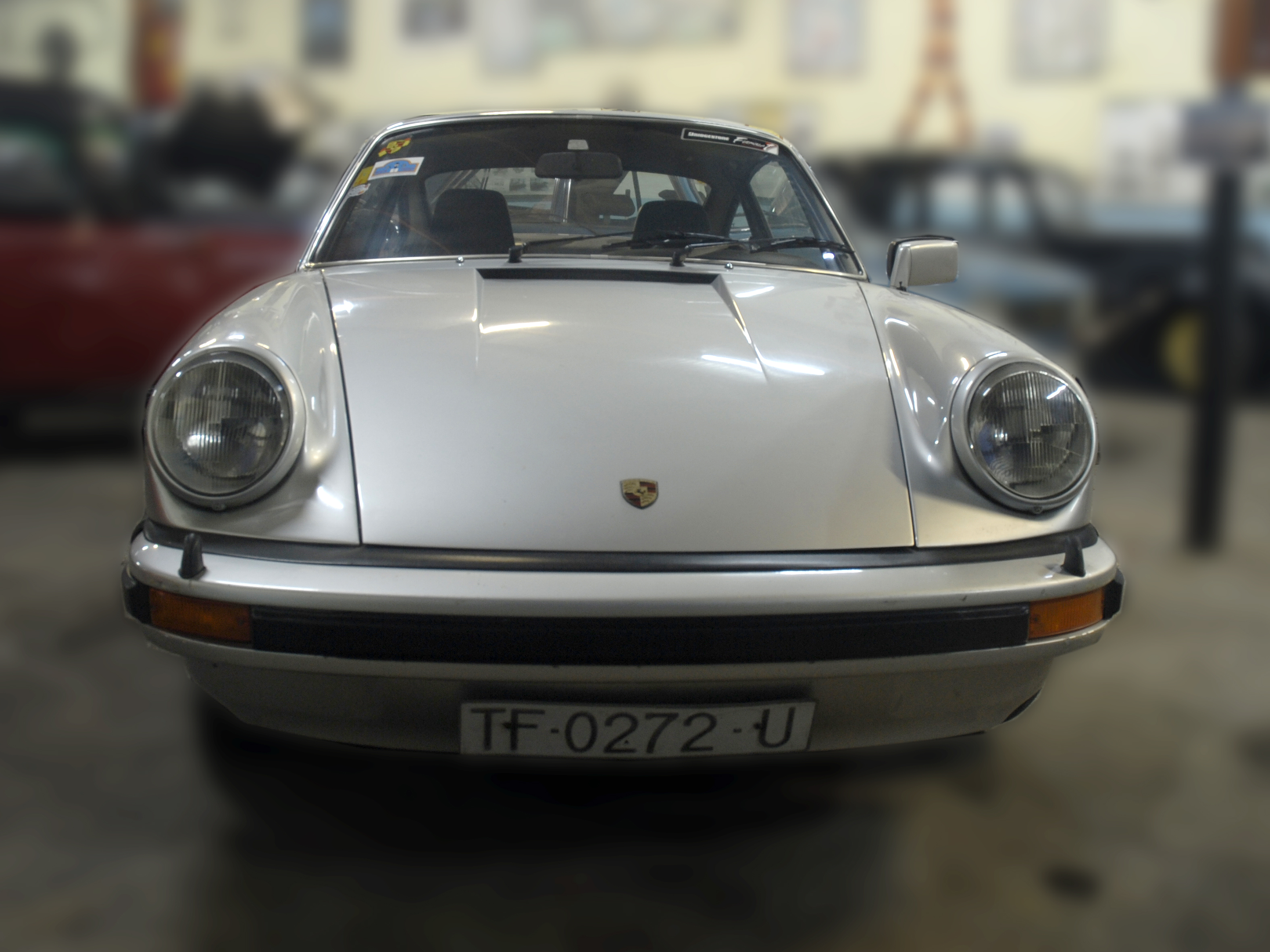
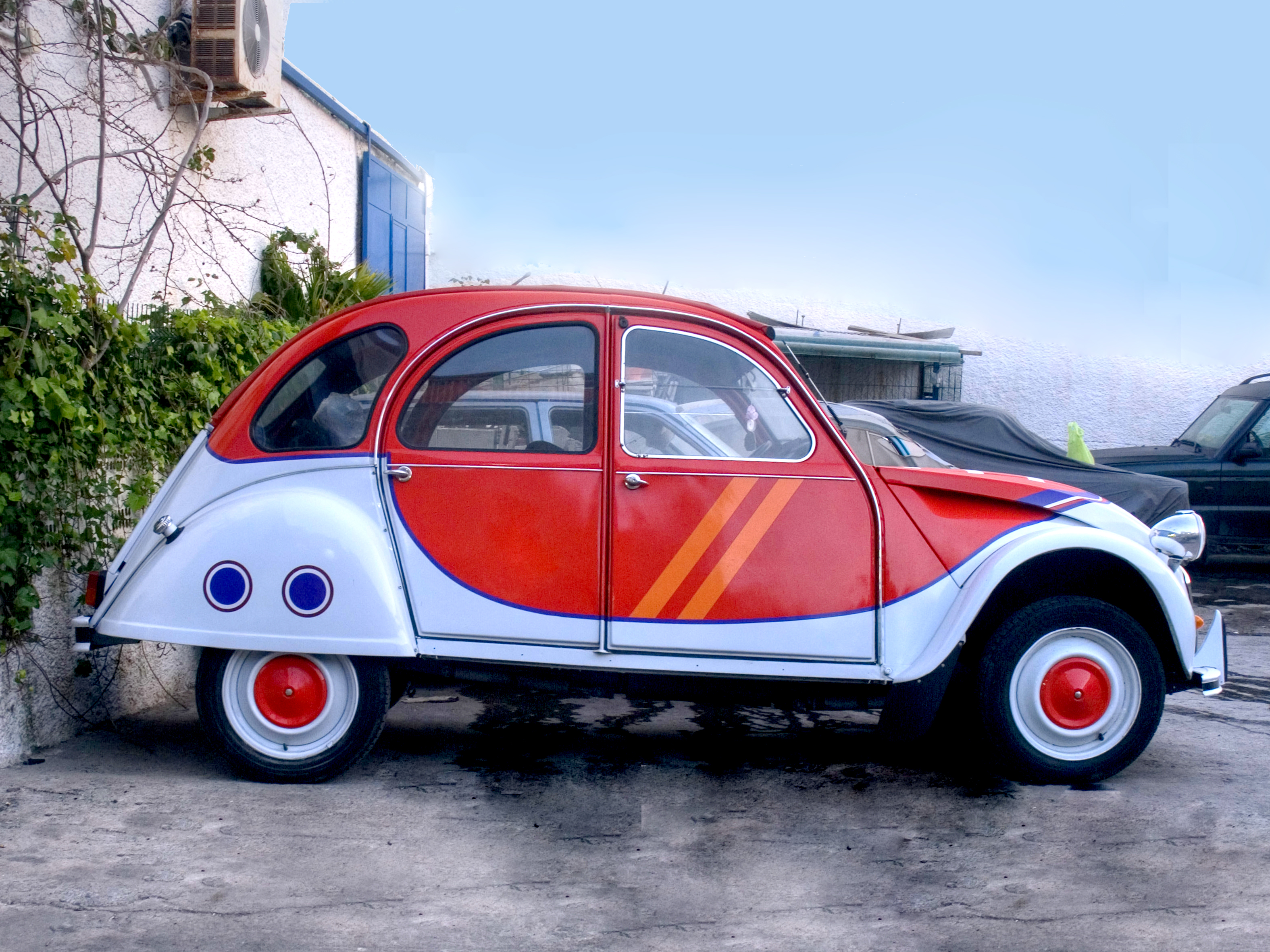